# Mummie di Venzone

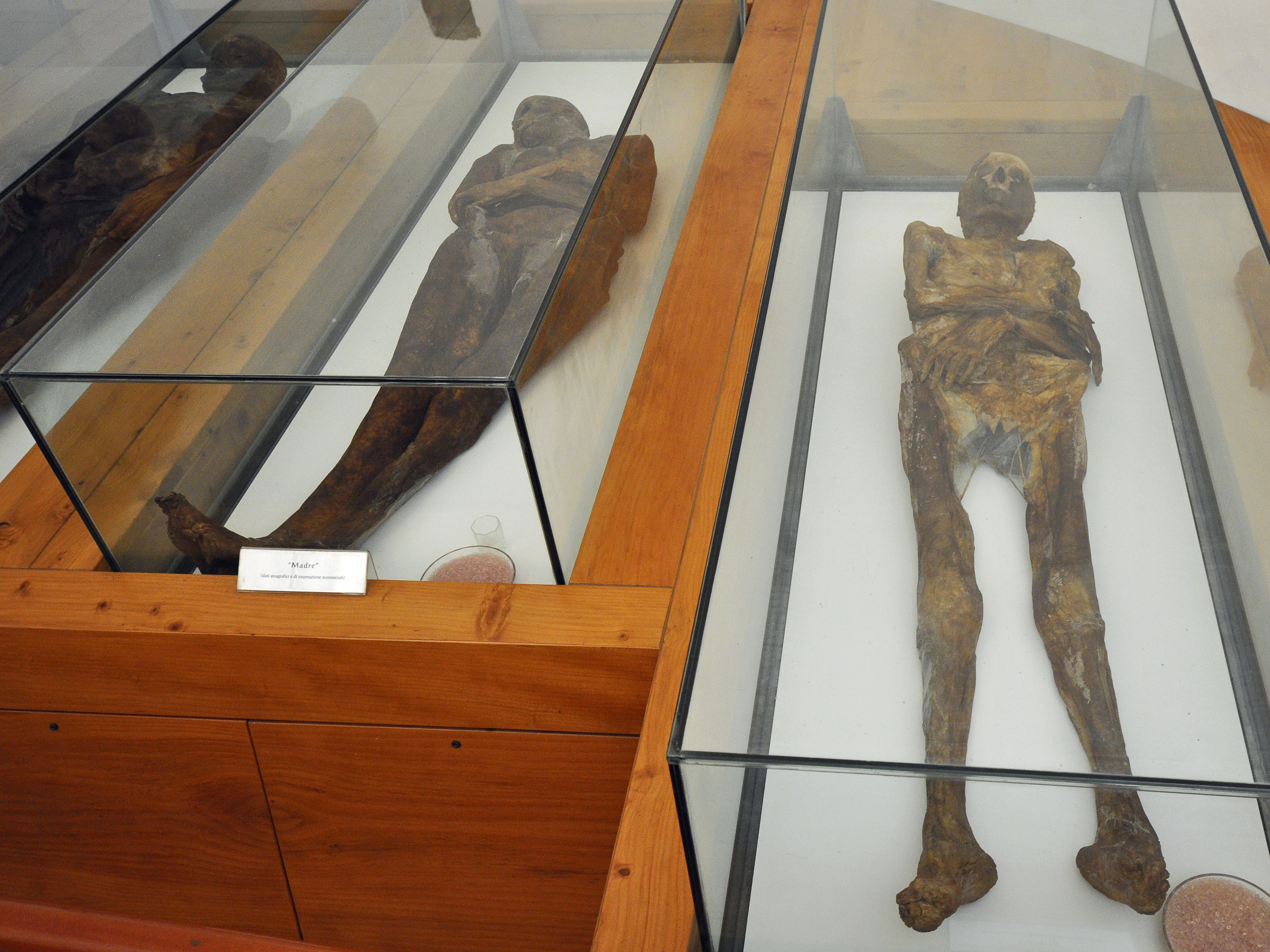
Le mummie di Venzone

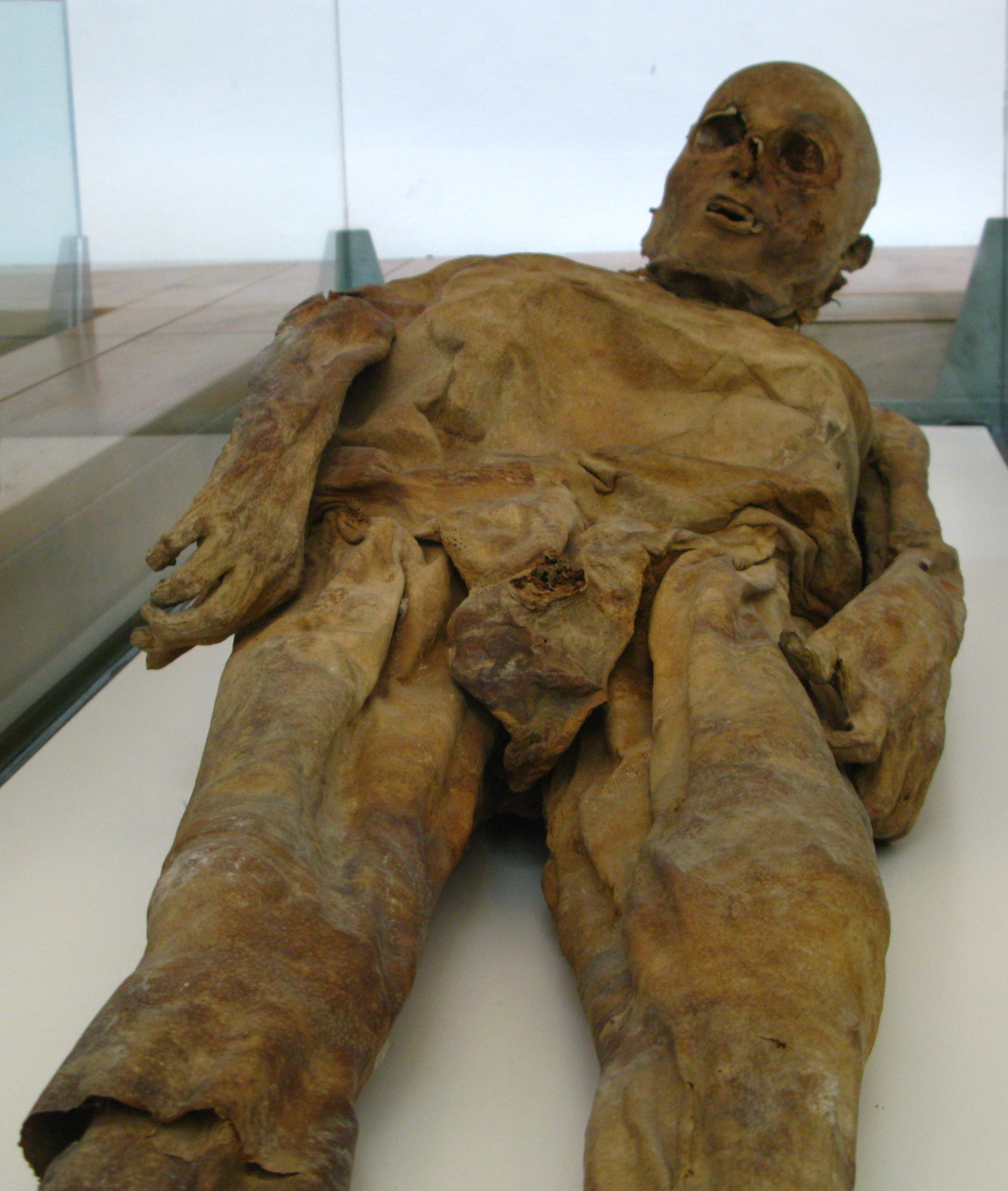
Mummia trovata nel cimitero romano vicino al duomo di Sant'Andrea Apostolo a Venzone

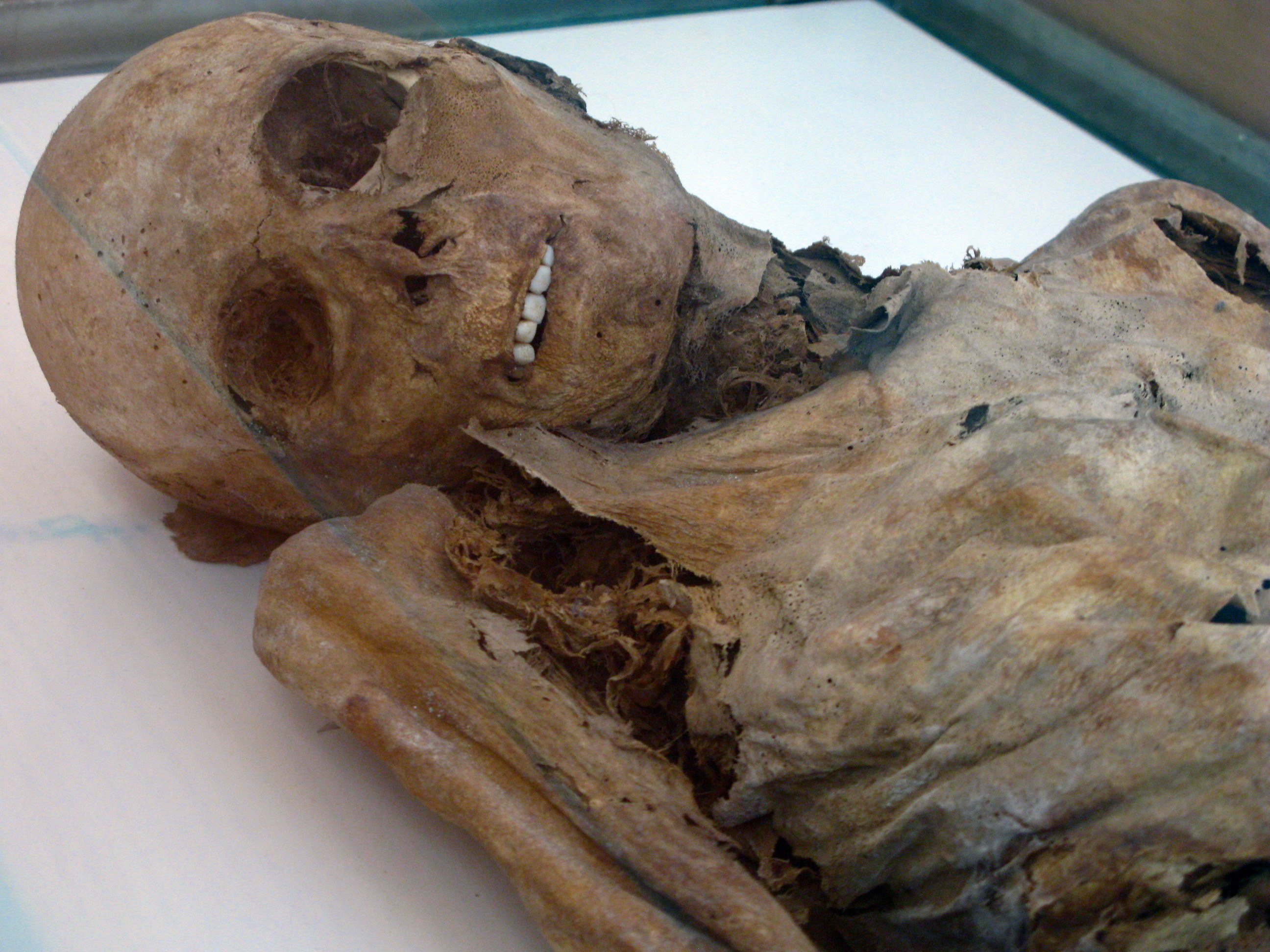
Particolare di una mummia

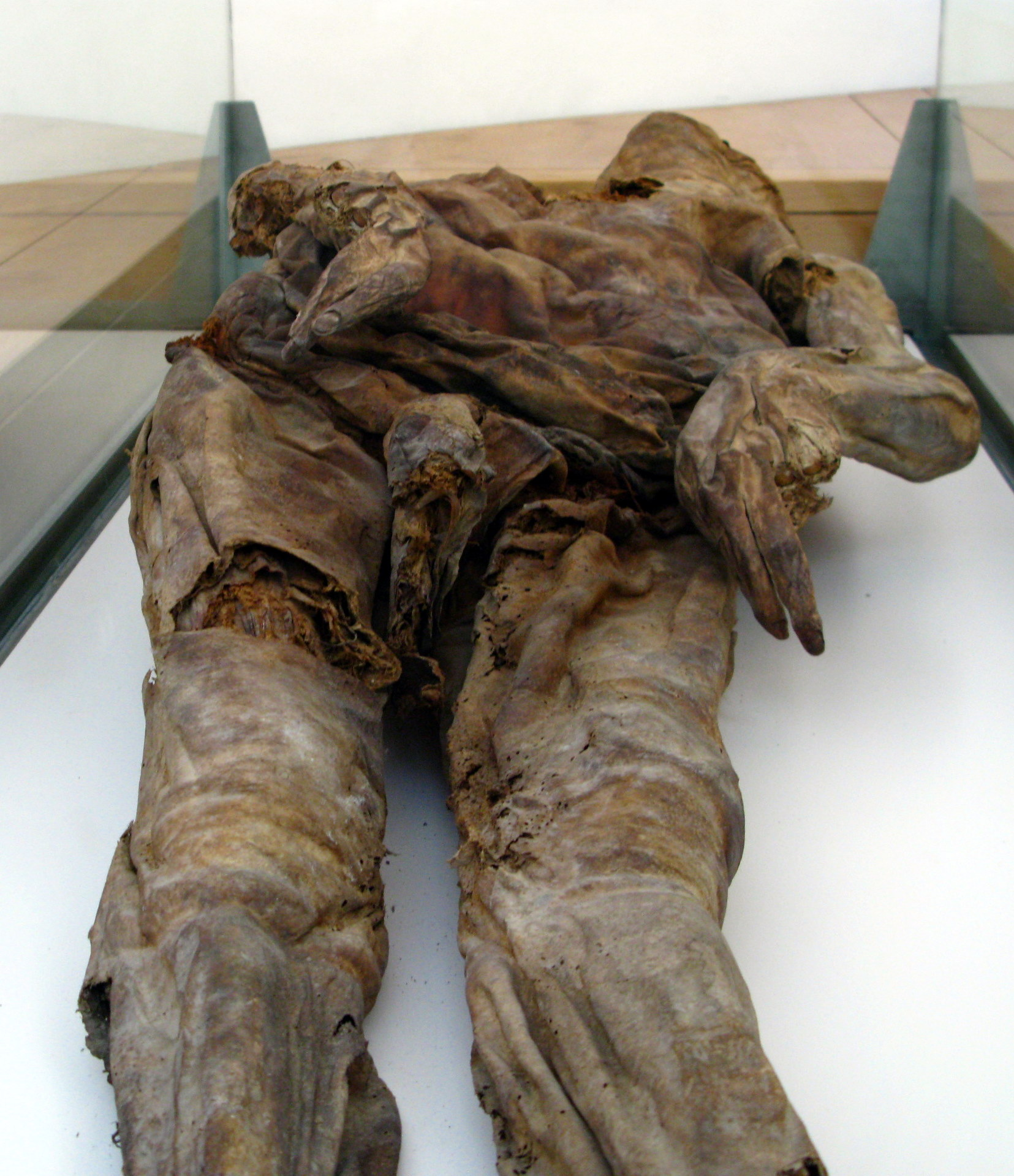
Altra mummia

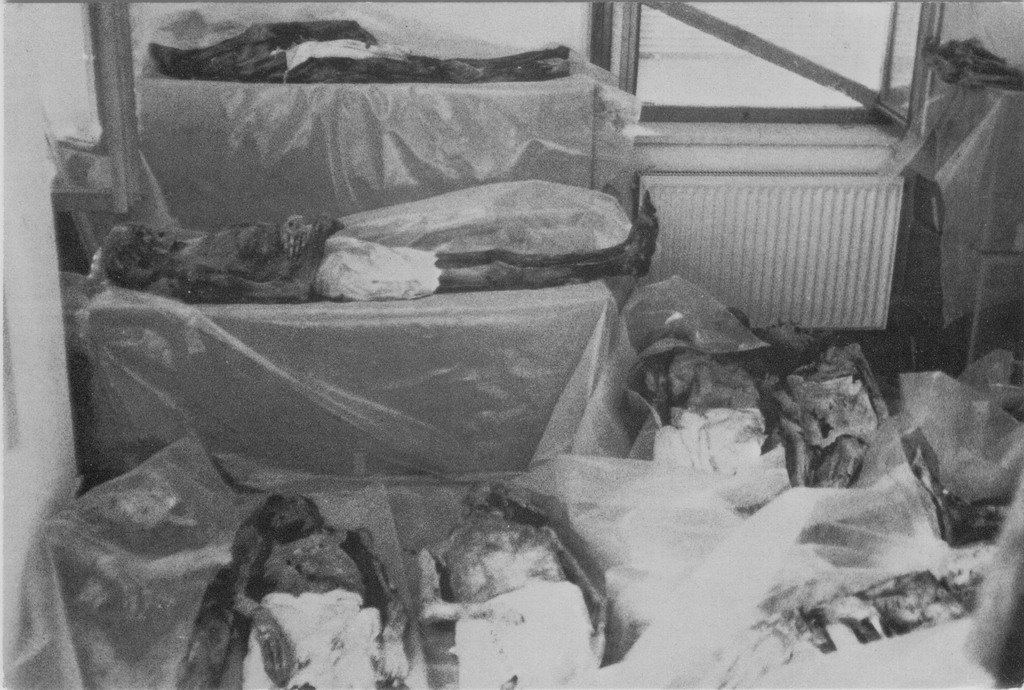
Le mummie dopo il terremoto del Friuli del 1976

Le mummie di Venzone sono una serie di mummie rinvenute a Venzone, in provincia di Udine, nel XVII secolo. Si tratta di corpi mummificati per cause naturali, come avvenuto anche in altri luoghi nel mondo, anche se le specifiche cause che hanno determinato la conservazione delle mummie di Venzone rimangono ancora un mistero.
L'ipotesi più verosimile è che la rapida mummificazione dei corpi sia stata dovuta a una perfetta combinazione accidentale di più elementi naturali, tra cui temperatura e umidità adatte, alta presenza di solfato di calcio nel terreno, e la presenza di un fungo con grande capacità idrovora, la Hypha bombycina.

## Storia
Nel 1647, durante i lavori di ampliamento del duomo di Venzone, vennero alla luce una ventina di corpi mummificati, tra cui quello del cosiddetto "Gobbo di Venzone" morto probabilmente in un’età compresa tra i 45 ed i 60 anni e sepolto verosimilmente pochi anni dopo il 1338. La popolarità di queste mummie era altissima già nei secoli passati, tanto che alcune mummie furono studiate presso il gabinetto universitario di Padova, al Museo di Vienna e nella Cattedrale di San Luigi degli Invalidi di Parigi. Lo stesso Napoleone volle farvi visita nel 1807.
Le mummie di Venzone appartengono ad un'epoca compresa tra il 1348 e il 1881. Nel 1845 le mummie furono spostate dalla cripta del Duomo alla Cappella superiore. In occasione del terremoto del Friuli del 1976, furono estratte dalle macerie solo 15 delle 21 mummie conservate. Cinque di esse (tra cui il nobile uomo di Venzone Paolo Marpillero) sono ora esposte nella cripta del battistero di San Michele e rappresentano un patrimonio di interesse antropologico per conoscere il modo di vita degli abitanti friulani dei secoli passati.
Le mummie, considerate di grande valore antropologico, sono ora protette dagli effetti del tempo all'interno del Museo del Lutto.

### Curiosità
Nel 1950, il giornalista Jack Birns, alla ricerca di un'interessante storia per catturare l'attenzione del pubblico, scopre per caso le mummie di Venzone. Decide quindi di recarsi nel paese con tutto il suo staff e convince gli abitanti a sfilare per le strade insieme alle mummie. Successivamente, pubblica un suggestivo e macabro reportage sulla rivista Life.

## Analisi
Nel 1906 la rivista statunitense The Literary Digest pubblicò la traduzione di alcune parti di un articolo di F. Savorgnan de Brazza, già apparso sulla rivista francese Cosmos, in cui si descriveva la storia e le caratteristiche di questi corpi conservati per cause naturali, che risultavano del tutto riconoscibili. Il primo cadavere scoperto pesava solo 15 kg, mentre i restanti erano tra i 10 e i 20 kg.
All'epoca, il De Brazza riferì l'esistenza di una serie di ipotesi per spiegare le cause della mummificazione: la più ragionevole, secondo lui, era quella di riferirla a una specie di fungo, Hypha bombycina, le cui spore erano note per essere presenti sia nelle tombe sia nelle bare di legno. Anche così, la teoria rimaneva solo una speculazione ragionevole.
Dopo la pubblicazione dell'articolo di De Brazza e della relativa traduzione rimasero i dubbi sul processo di mummificazione, dal momento che lo stesso non poteva essere replicato e quindi spiegato scientificamente, poiché "le condizioni che assicurano la vita [del fungo] e la riproduzione" risultavano ancora sconosciute. Altra condizione critica, osservò il Literary Digest, era di sapere che il numero delle mummie non sarebbe probabilmente mai aumentato, poiché la pratica della sepoltura dei morti nelle chiese era stata vietata, impedendo in tal modo l'osservazione di ulteriori manifestazioni dello stesso processo naturale.

### Successive indagini
Al tempo di De Brazza, il numero delle mummie di Venzone era 42. A seguito del disastroso terremoto del Friuli del 1976 vi furono molte perdite e da allora il numero delle mummie conservate è sceso a sole 15. La diminuzione dei reperti ha comprensibilmente reso più difficile il loro studio e soprattutto l'individuazione delle condizioni che permisero il processo di mummificazione. Come testimoniato dal prof. Arthur C. Aufderheide dell'Università del Minnesota, nonostante l'ospitalità della popolazione locale, le autorità preposte hanno spesso ostacolato o rifiutato la raccolta di nuovi campioni per le analisi, il che comporta un limite alla ricerca, dal momento che risulta possibile studiare solo i campioni già raccolti in passato.
Nel tempo sono state avanzate diverse ipotesi che potrebbero spiegare le cause della mummificazione, sulle quali, però, non esiste una teoria definitiva. De Brazza si accontentò di attribuire al fungo Hypha tombicina le cause della mummificazione, negando che nelle tombe fosse presente il calcare (altra possibile causa). Al contrario, Aufderheide affermò che le mummie, in origine, erano tumulate in una tomba sul cui basamento vi era del calcare naturale: tale situazione, secondo lo studioso, sarebbe stata del tutto adatta a creare le condizioni che ancora caratterizzano le mummie conservatesi. D'altra parte, altri studi condotti da Aufderheide non hanno rinvenuto alcuna presenza di funghi del genere Hypha o simile.